# Arktische Maräne
Die Arktische Maräne (Coregonus autumnalis) ist ein anadromer Wanderfisch aus der Unterfamilie Coregoninae. Im englischen Sprachgebrauch wird sie mitunter als Arctic Cisco bezeichnet.

## Merkmale
Die Arktische Maräne verfügt über die für ihre Gattung typische heringsartige Form mit den zahlreichen kleinen, silbrigen Rundschuppen. Am Rücken ist sie braun bis grau, was in Richtung des Bauches in ein silbriges Glänzen ausläuft. Sie erreicht eine maximale Länge von 65 Zentimetern, wird aber meist nicht länger als 47 Zentimeter. Sie verfügt über 10–12 Rückenflossen- und 12–14 Afterflossenweichstrahlen. Ihre Wirbelzahl liegt zwischen 64 und 67.

## Verbreitung
Mit Ausnahme des Ob und des Baikal kommt die Arktische Maräne in sämtlichen Zuflüssen des Arktischen Ozeans vor; in Europa vom Fluss Mesen am Weißen Meer an weiter östlich, in Amerika von Point Barrow bis zum Coronation Gulf.

## Lebensweise
Die Arktische Maräne kommt als anadromer Wanderfisch sowohl im Süß-, Brack-, wie auch im Salzwasser vor. Bevorzugt lebt sie in größeren Flüssen des Flachlandes, geht aber auch in Flussmündungen und Lagunen. Dort ernährt sie sich von kleinen Fischen, Krebstieren und Insekten. Im Meer lebende Exemplare fressen mehr Kleinfische und größere Krebstiere. Die Arktische Maräne wird in einem Alter von 6–8 Jahren, bei einer Länge von 280 bis 340 mm geschlechtsreif. Dann bilden die Fische Schulen, um die Flüsse hinaufzuziehen, wobei sie nichts fressen. Solche Wanderungen können eine Länge von bis zu 1500 km haben. Bevor sie sich fortpflanzen, bleiben sie ein Jahr lang in den Flüssen und kommen wieder zu Kräften. Im nächsten Jahr laichen sie dann zwischen September und Oktober in sauerstoffreichem Wasser über Geröllgrund. Danach wandern sie wieder zurück ins Meer. Jede einzelne Maräne laicht nicht in jedem Jahr, sondern wiederholt den Zyklus nur alle 2–3 Jahre. Bis sich die Jungfische entwickelt haben, dauert es bis zu 7 Monate. Im Mai oder Juni wandern diese dann ins Meer ab. 

## Gefährdung und Nutzung
Obwohl die Populationen in den letzten Jahren zurückgegangen sind, ist die Art auf der Roten Liste der IUCN als „Least Concern (LC)“ (ungefährdet) gelistet. Die Arktische Maräne wird auch als Speisefisch kommerziell genutzt.